# Narew (rivier)
De Narew (Wit-Russisch: Нараў Naraw, Oekraïens: Нарва Narva) is een zijrivier van de Wisła (Weichsel). De rivier ontspringt in het Woud van Białowieża in Wit-Rusland ten noorden van de stad Brest en stroomt over een lengte van 484 km (waarvan 448 km in Polen) naar de Wisła. Het stroomgebied omvat 75.175 km². 
Een zijrivier van de Narew is de Westelijke Boeg, die een deel van de grens tussen Polen en Wit-Rusland vormt. Hoewel de Boeg langer is en meer water voert wordt de Narew traditioneel als de hoofdrivier beschouwd. Het gedeelte van de Narew tussen de Boeg en de Wisła staat ook bekend als Narwio-Bug. De Narew heeft een uitgebreid stelsel van zijrivieren en is van groot belang als broedplaats voor vogels.

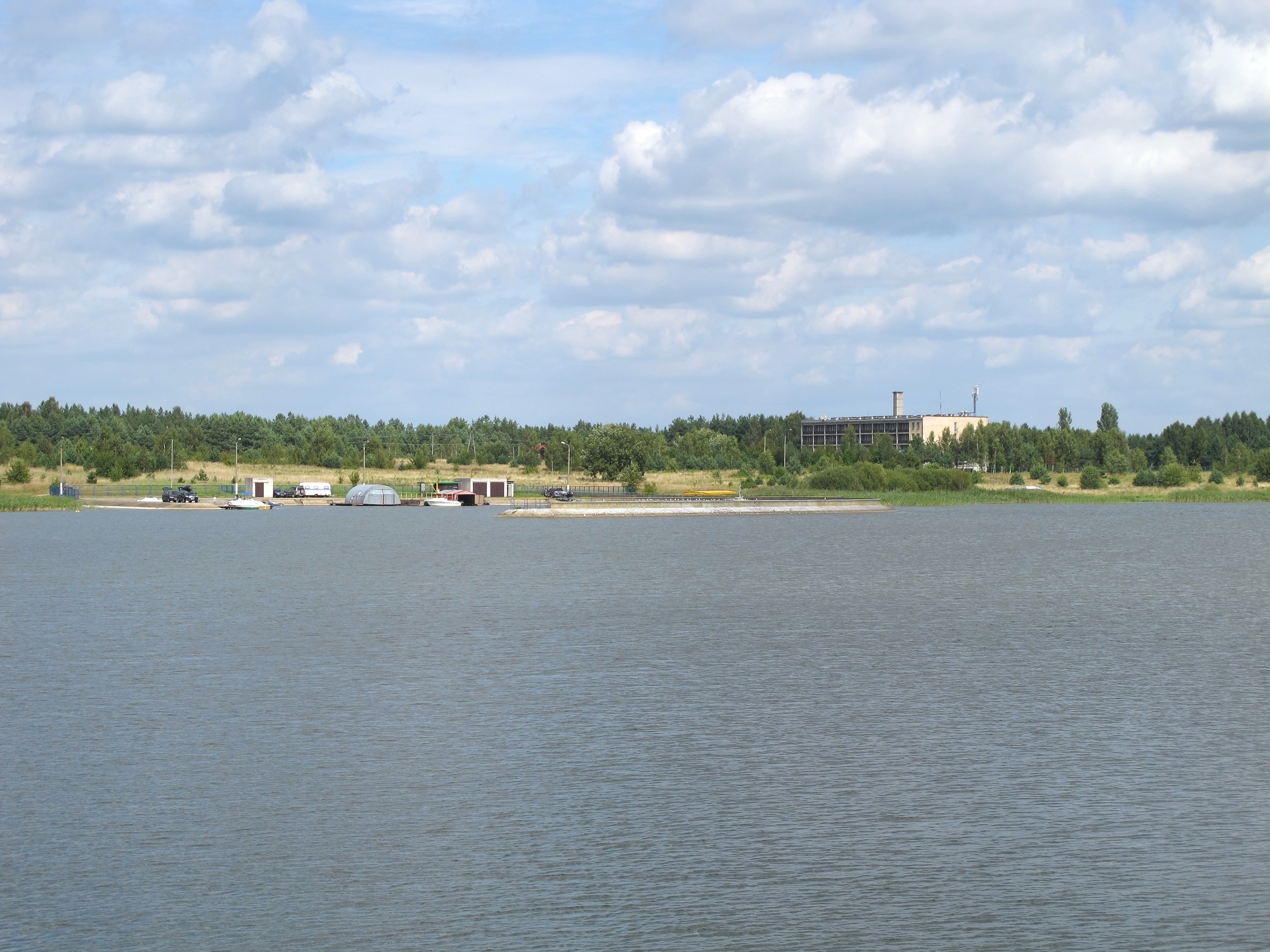
Siemianówka reservoir bij Bondary
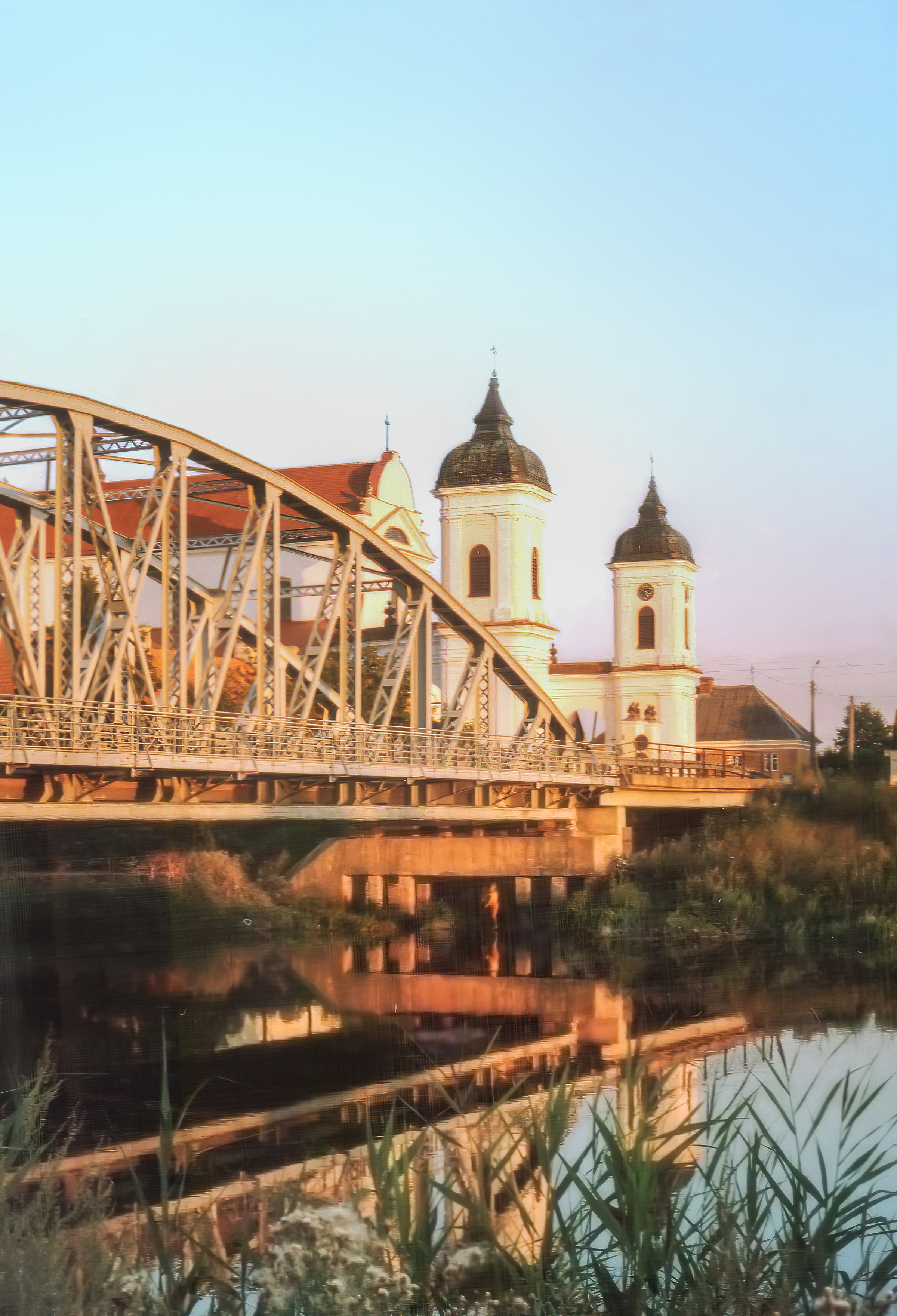
Tykocin
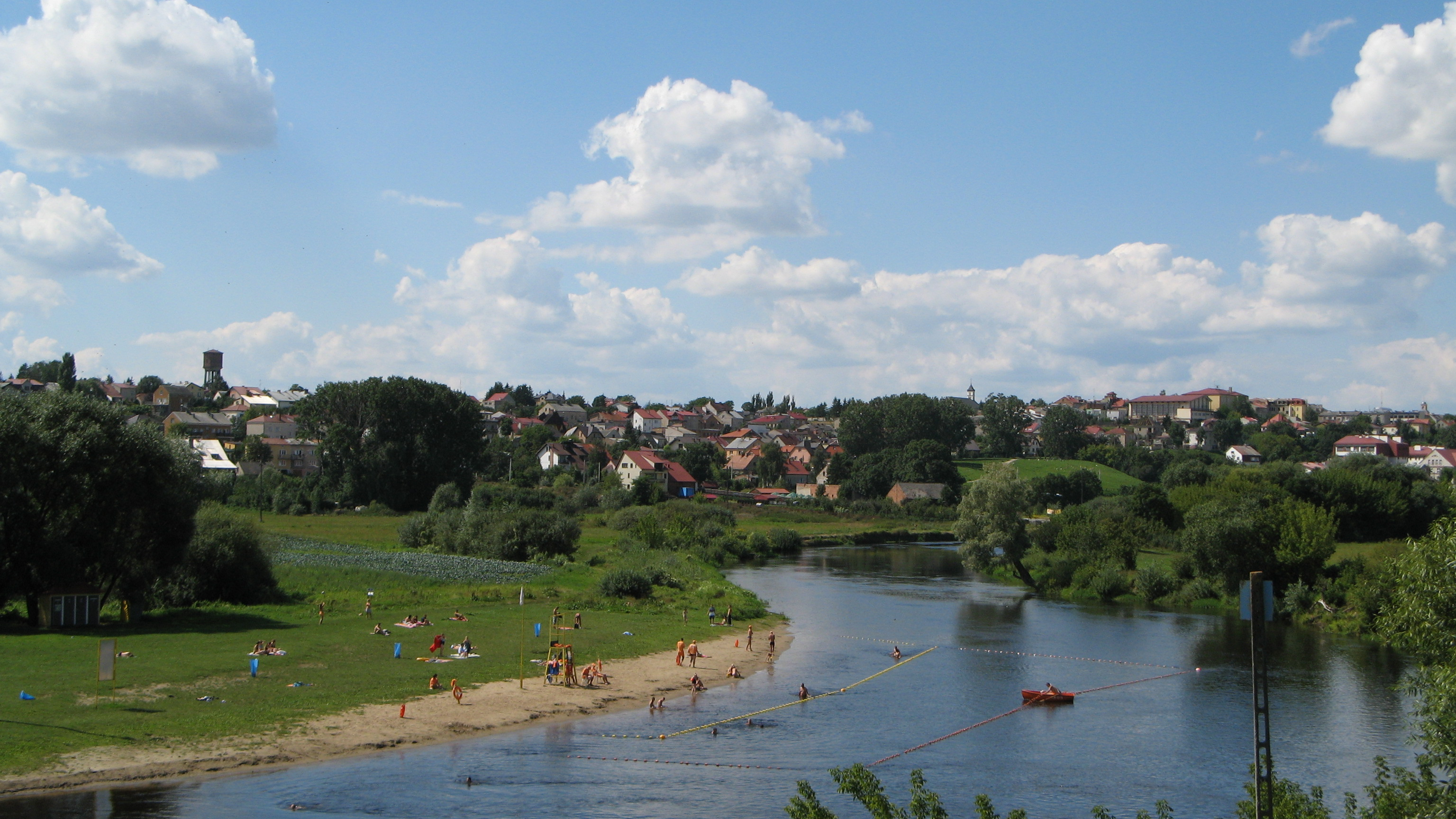
Łomża
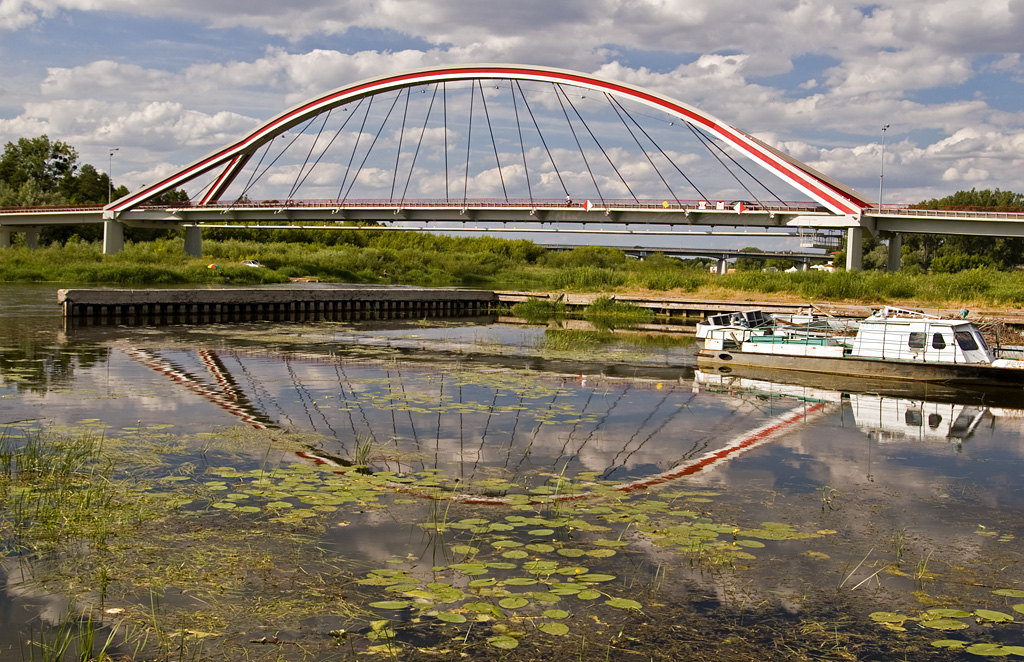
Bruggen bij Ostrołęka
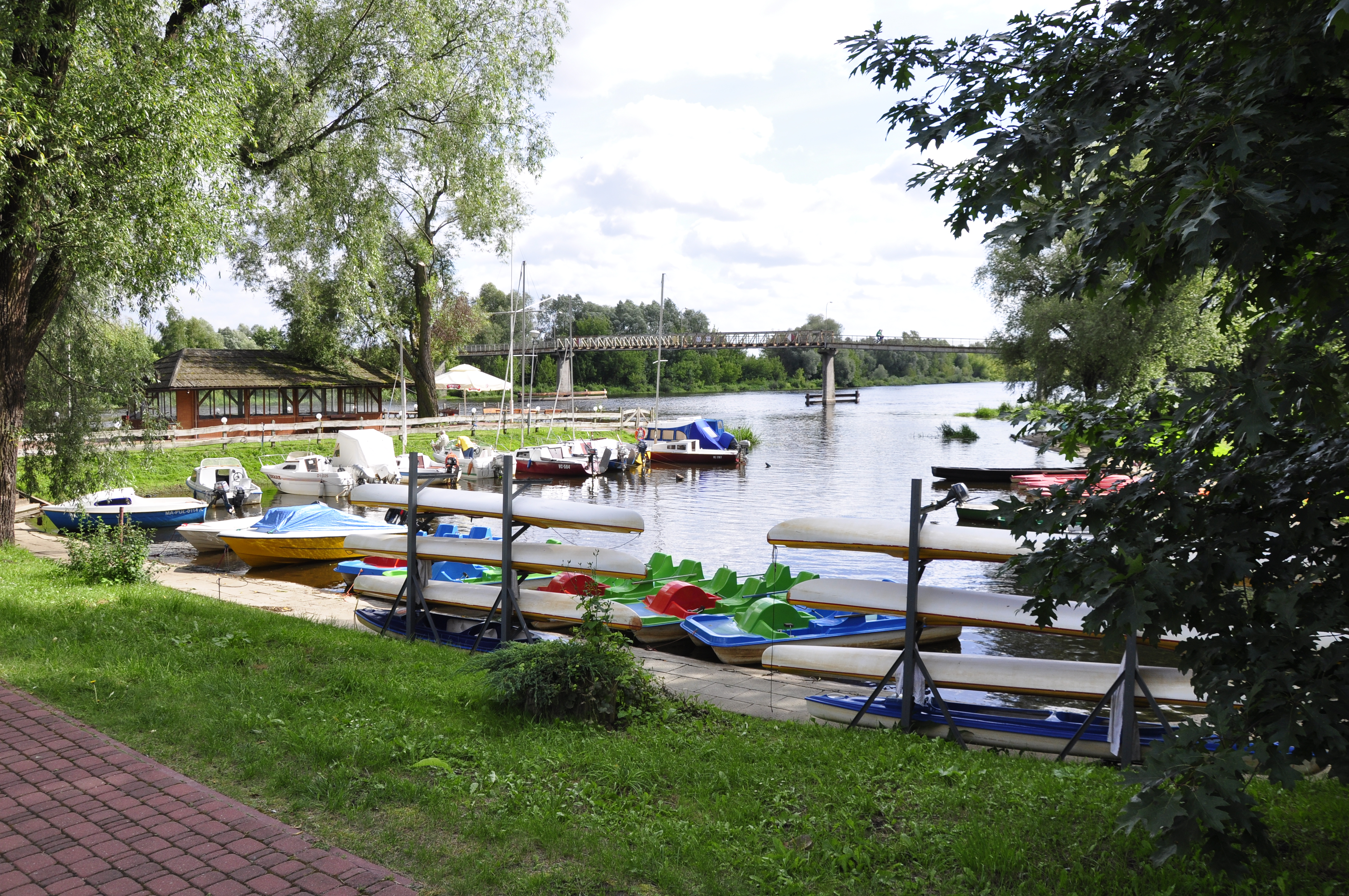
Pułtusk
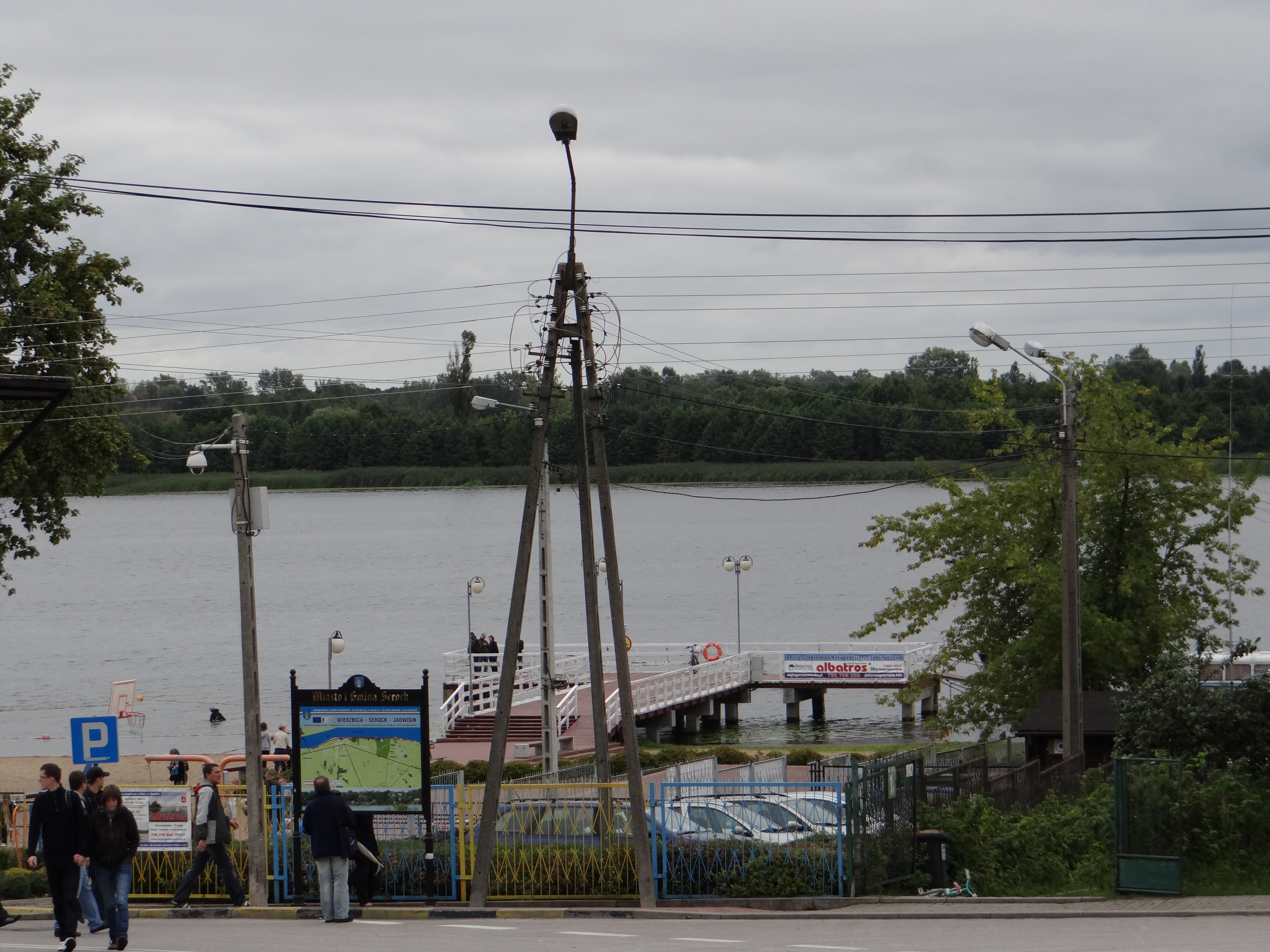
Serock
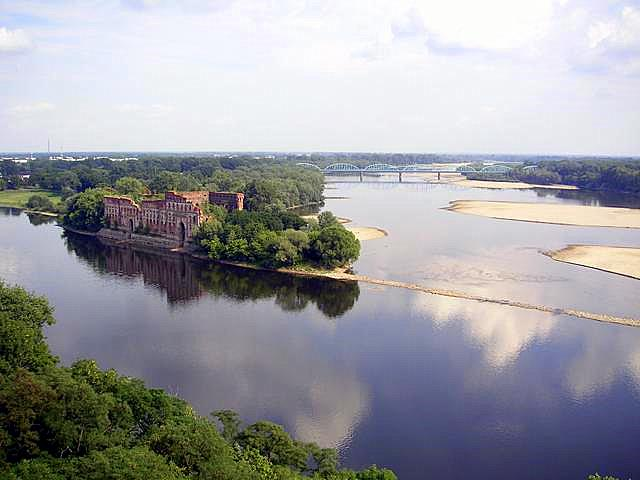
Monding van de Narew (links) in de Wisła (rechts)

- Gemeinsame Normdatei: 4383507-7
- Virtual International Authority File: 245388748